# Accademia galileiana di scienze, lettere ed arti

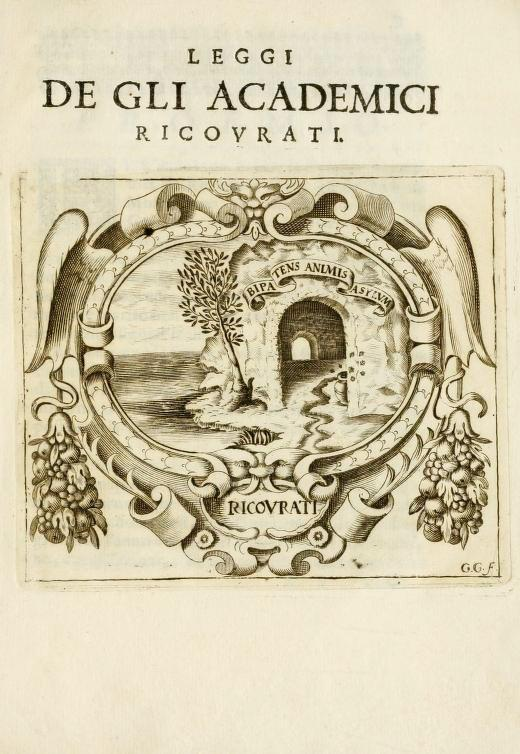
Pagina titolare delle Leggi de gli Academici Ricovrati (1648) coll'emblema del bipatens animis asylum

L'Accademia galileiana di scienze, lettere ed arti fu fondata con il nome di Accademia dei Ricovrati a Padova nel 1599, su iniziativa di Federico Baldissera Bartolomeo Corner, nobile veneziano.

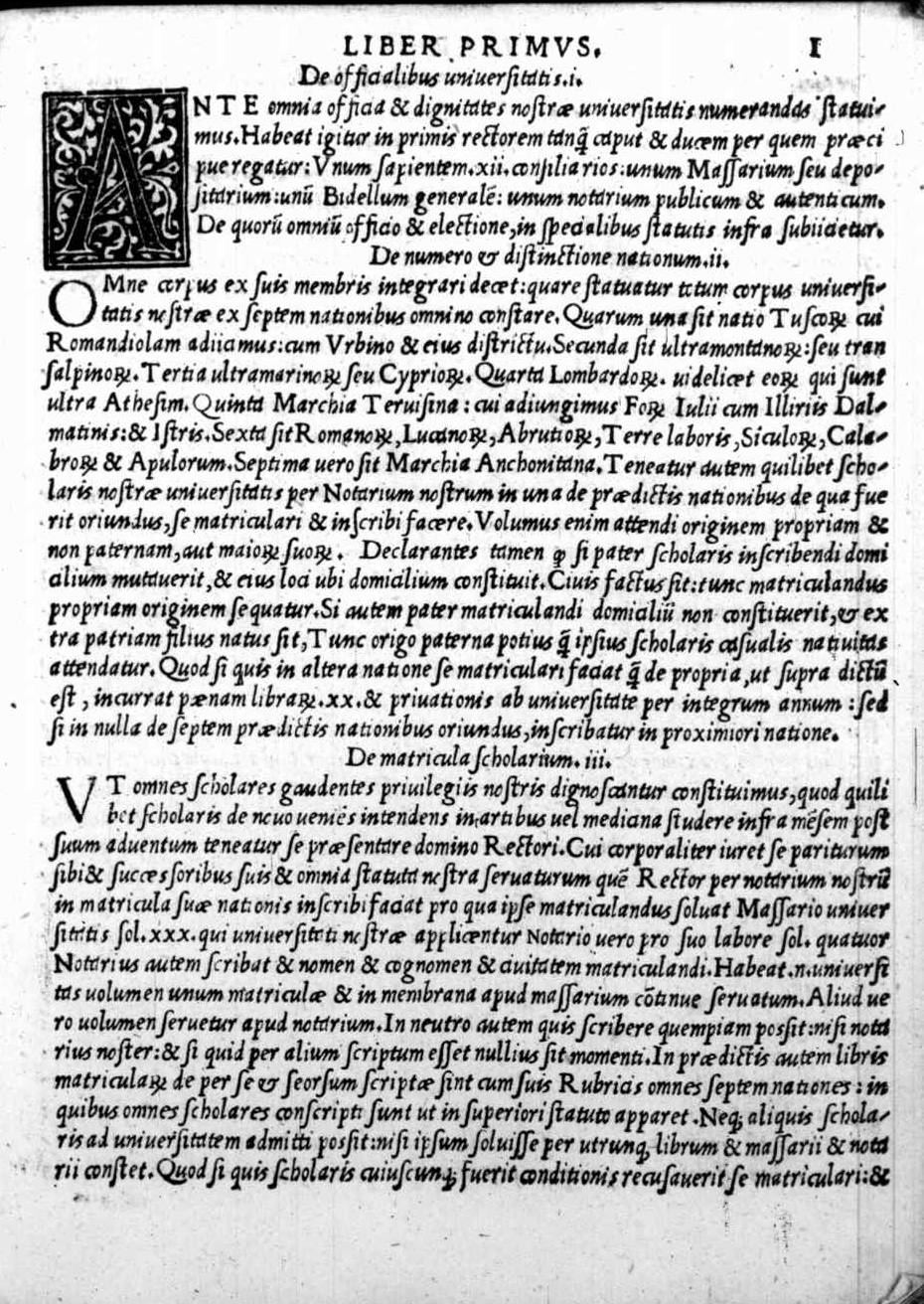
Gli statuti dell'Accademia patavina (Statuta dominorum artistarum Achademiae Patavinae), 1520

Lo scopo dell'Accademia fu, fin dalla fondazione, la promozione delle discipline umanistiche e scientifiche.
Con decreto del 18 marzo 1779 il Senato Veneto riuniva l'Accademia dei Ricovrati e quella di Arte Agraria in un solo corpo denominandolo Accademia di scienze, lettere e arti.
Con delibera del 6 marzo 1949, il sodalizio deliberava di mutare la sua denominazione in Accademia patavina di scienze, lettere ed arti.
Con delibera del 5 maggio 1997, il consiglio accademico, con presidente Ezio Riondato, nell'imminenza del compimento del IV secolo di vita dell'Accademia, ha stabilito di ribattezzare l'antico sodalizio in Accademia galileiana di scienze, lettere ed arti in Padova, in onore del suo più illustre cofondatore.
La sede dell'accademia è la Loggia dei Carraresi, antica reggia dei Da Carrara.
L'accademia ha un'attività editoriale di Atti e Memorie.

## Membri illustri
- Galileo Galilei
- Elena Lucrezia Cornaro
- Marco Antonio Pellegrini
- Filippo Rosa Morando
- Antoinette Des Houlières
- Jean Sylvain Bailly
- Anne-Marie du Boccage
- Catherine Bernard
- Marie-Catherine d'Aulnoy
- Marie-Catherine de Villedieu
- Charlotte-Rose de Caumont La Force
- Anne Dacier
- Madeleine de Scudéry
- Elisabeth Sophie Chéron
- Maria Selvaggia Borghini
- Cesare Cremonini
- Mario Baldassarri
- Renato Caccioppoli
- Luigi Ferrarese